# Еп Ал-Сирах Ал-Хилали
Еп Ал-Сирах Ал-Хилали (арап. سيرة بني هلال), познат још и као еп о племену Хилал је еп о бедуинском племену Бани Хилал и његовој сеоби са Арапског полуострва у северну Африку у 10. веку. Као једна од главних епских песама која се развила у оквиру арапске народне традиције, Хилали је једина епска песма која се још увек изводи у свом интегралном музичком облику. Некада је био популаран и изводио се на целом Блиском истоку, али се током времена изгубио, тако да се до данас одржао само у Египту. Најдужа верзија овог епа има око 1.000.000 редова, а може се изводити око 100 сати.
Године 2008. Еп Ал-Сирах Ал-Хилали уврштен је на Унескову листу нематеријалног културног наслеђа човечанства.

## Историја
Бедуинско племе Бани Хилал владало је над огромном територијом у централној Северној Африци више од једног века, пре него што их је поразило мароканско племе Алмохади. Еп о Хилалију говори о њиховим јуначким делима током сеобе са Арапског полуострва, преко Леванта и Египта у северну Африку, у 10. и 11. веку.

## Традиција
Еп о племену Хилал има дугу традицију и пева се од 14. века. Еп је фолклорни и усмени и до недавно није постојао у писаном облику. Тачно време настанка није утврђено.
Изводе га народни певачи, који певају стихове свирајући на традиционалним инструментима, тару (врста бубња) и рабабу (жичани инструмент са две жице, сличан гуслама), или их приповедају без пратње инструмената. Еп се пева на свечаностима какве су венчања, церемоније обрезивања и различита приватна окупљања. Извођење може трајати данима. Најдужа запажена верзија садржи 1.000.000 редова, а певач је ову верзију могао изводити око 100 сати.
Традиција певања овог епа преноси се с колена на колено. У прошлости су се певачи обучавали у кругу породице и изводили епове као једино средство прихода. Ови професионални певачи започињали су своју десетогодишњу обуку у најранијем детињству, већ са пет година. Данас ученици пролазе посебну обуку за развијање меморијских вештина и савладавање инструмената. Данашњи певачи морају научити и да импровизују, убацујући коментаре како би заплети постали разумљивији за савремену публику.
Еп је некада био раширен широм арапских и берберских земаља, али се до данас очувао само у Египту.
Међу десетак сачуваних арапских епова који су настали у оквиру арапске народне традиције између средњег века и 19. века само је Еп о племену Бани Хилал опстао као жива традиција усменог извођења певача и рецитатора. Еп се изводи и данас, а може се наћи и у штампаном облику, писан у стиху или прози.

## Угроженост традиције
Број извођача епа Ал-Сирах Ал-Хилали се смањује због конкуренције савремених медија и све мањег броја младих људи који могу да се посвете ригорозном процесу обуке. Под притиском уносне египатске туристичке индустрије, песници обично напуштају читав репертоар овог епа у корист кратких одломака изведених у оквиру фолклорних наступа.